# Comuna Novomîkolaiivka, Dnipro
Novomîkolaiivka (în ucraineană Новомиколаївка) este o comună în raionul Dnipro, regiunea Dnipropetrovsk, Ucraina, formată din satele Novomîkolaiivka (reședința), Sursko-Klevțeve și Zelenîi Hai.

## Demografie
Componența lingvistică a satului Novomîkolaiivka
     Ucraineană (85,19%)
     Rusă (14,49%)
Conform recensământului din 2001, majoritatea populației satului Novomîkolaiivka era vorbitoare de ucraineană (85,19%), existând în minoritate și vorbitori de rusă (14,49%).